# Siti Nurhaliza
Siti Nurhaliza (n. 11 ianuarie 1979, Kampung Awah⁠(d), Temerloh⁠(d), Pahang⁠(d), Malaysia) este o cântăreață și actriță din Malaysia.

## Discografie
1. Siti Nurhaliza 1 (1996)
2. Siti Nurhaliza 2 (1997)
3. Cindai (1997)
4. Adiwarna (1998)
5. Seri Balas (1999)
6. Pancawarna (1999)
7. Sahmura (2000)
8. Safa (2001)
9. Sanggar Mustika (2002)
10. E.M.A.S (2003)
11. Anugerah Aidilfitri (2003)
12. Prasasti Seni (2004)